# زيارة دولة

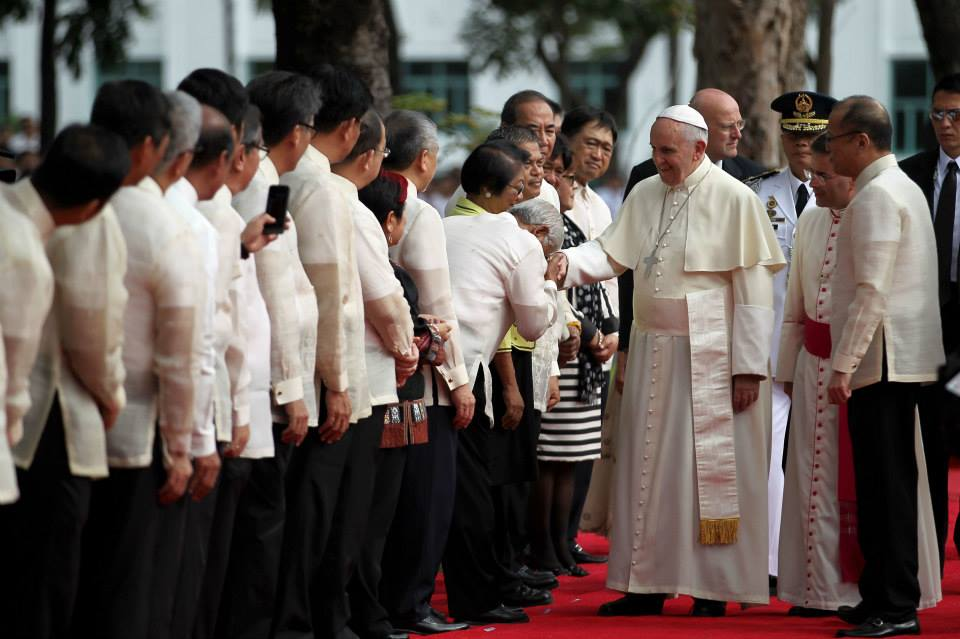
البابا فرانسيس مع الرئيس بنينو أكينو يتجهان نحو قصر مالاكانيان خلال زيارة البابا الرعوية والدولة إلى الفلبين في يناير 2015

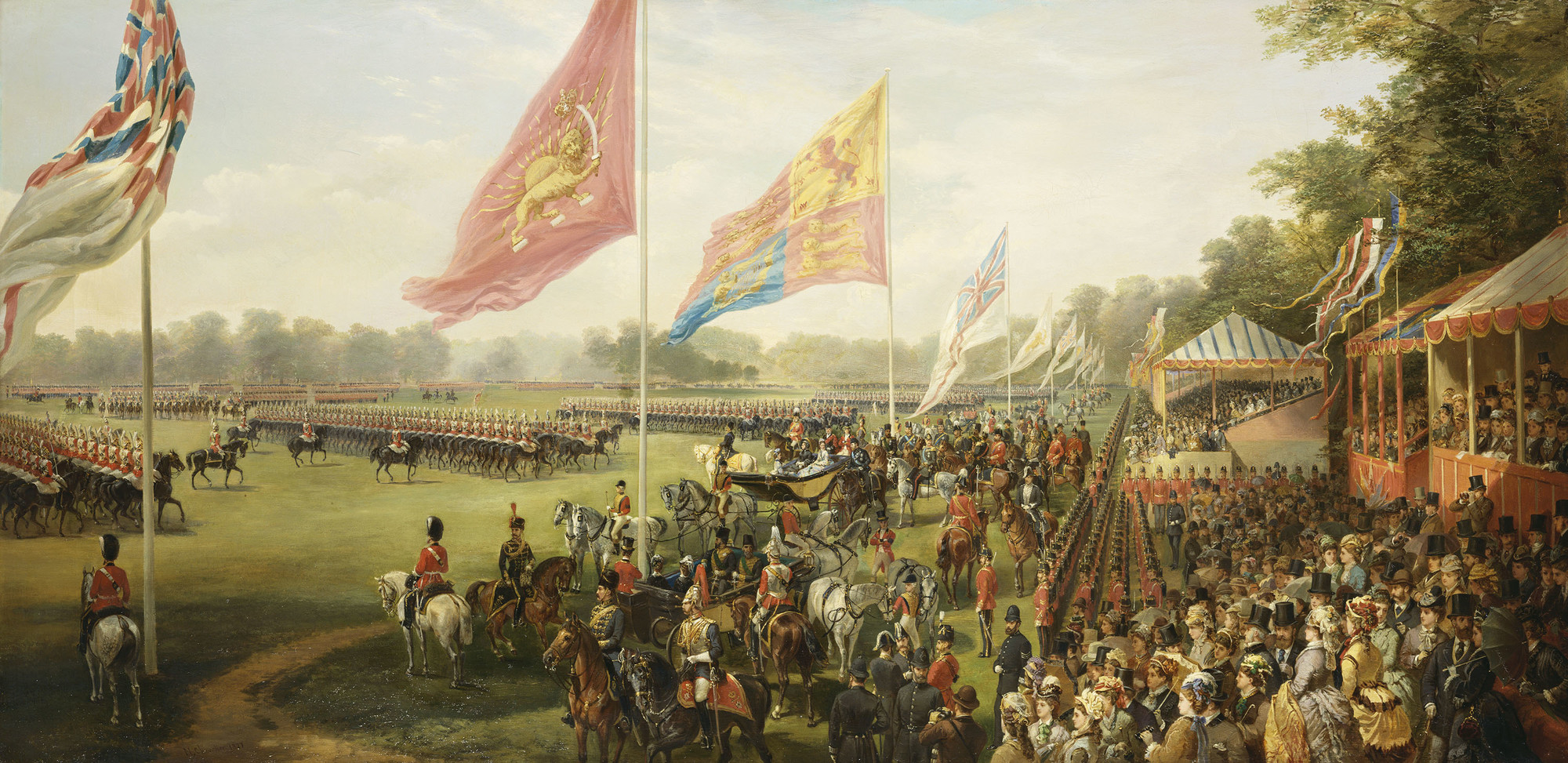
المراجعة في حديقة وندسور الكبرى تكريما لشاه بلاد فارس، 24 يونيو 1873 (نيكولاس شوفالييه، 1877). ناصر الدين شاه قاجار، أول ملك إيراني يقوم بزيارة رسمية إلى أوروبا، زار الملكة فيكتوريا مرتين.

زيارة دولة هي زيارة رسمية يقوم بها رئيس دولة ذات سيادة (أو ممثل رئيس دولة ذات سيادة) إلى دولة أخرى ذات سيادة، بناء على دعوة من رئيس الدولة (أو ممثل) تلك الدولة الأجنبية، حيث يعمل الأخير أيضًا كمضيف رسمي طوال مدة الزيارة الرسمية. وتعتبر زيارات الدولة أعلى تعبير عن العلاقات الثنائية الودية بين دولتين ذات سيادة، وتتميز بشكل عام بالتركيز على الاحتفالات العامة الرسمية.
الزيارات الأقل رسمية من زيارة الدولة إلى بلد آخر مع التركيز بشكل أقل على الأحداث الاحتفالية، سواء من قبل رئيس الدولة (ممثلهم) أو رئيس الحكومة، يمكن تصنيفها (بترتيب تنازلي من حيث الحجم) على أنها إما زيارة رسمية، أو زيارة عمل رسمية، أو زيارة عمل، أو زيارة ضيف الحكومة، أو زيارة خاصة.  
في الديمقراطيات البرلمانية، في حين يجوز لرؤساء الدول (أو ممثليهم) إصدار الدعوات وقبولها رسميًا، فإنهم يفعلون ذلك بناءً على نصيحة رؤساء حكوماتهم، الذين عادة ما يقررون موعد إصدار الدعوة أو قبولها مسبقًا.
كانت الملكة إليزابيث الثانية هي رئيسة الدولة الأكثر سفرًا في تاريخ العالم، حيث قامت بـ 261 زيارة رسمية إلى الخارج و96 زيارة دولة إلى 116 دولة بحلول اليوبيل الماسي لها في عام 2012.  على الرغم من أنها كانت حاكمة لكل من دول الكومنولث، إلا أنها في الممارسة العملية كانت تقوم عادة بزيارات دولة كاملة بصفتها ملكة المملكة المتحدة، في حين يقوم الحاكم العام المختص بزيارات دولة لبلده نيابة عن الحاكم. ومع ذلك، قامت الملكة أحيانًا ببعض الزيارات الرسمية للدولة ممثلة إحدى ممالك الكومنولث الأخرى التابعة لها.

## مكونات زيارة الدولة
تتضمن زيارات الدولة عادة بعض أو كل المكونات التالية (لكل دولة مضيفة تقاليدها الخاصة):
- يتم استقبال رئيس الدولة الزائر (أو الممثل) فور وصوله من قبل المضيف (أو ممثل رسمي أقل، إذا كان من المقرر أن يجتمع رئيسا الدولتين في وقت لاحق في مكان آخر) ومن قبل سفيره (أو رئيس بعثة آخر) المعتمد لدى البلد المضيف.
- يتم إطلاق 21 طلقة تحية لرئيس الدولة الزائر.
- عزف النشيدين الوطنيين من قبل فرقة موسيقية عسكرية. عادة ما يتم عزف النشيد الوطني للبلد الضيف أولاً.
- تفتيش لحرس الشرف العسكري.
- يتم تقديم رئيس الدولة الزائر (أو الممثل) رسميًا إلى كبار المسؤولين/ممثلي البلد المضيف، ويتم تقديم رئيس الدولة المضيفة إلى الوفد المرافق لرئيس الدولة الزائر.
- تبادل الهدايا بين رئيسي الدولتين (أو ممثليهما).
- يتم إقامة حفل عشاء رسمي، سواء كان بربطة عنق بيضاء أو سوداء، من قبل رئيس الدولة المضيفة (أو ممثله)، في حين يكون رئيس الدولة الزائر هو ضيف الشرف.
- زيارة إلى الهيئة التشريعية للبلد المضيف، وغالبًا ما تتم دعوة رئيس الدولة الزائر (أو الممثل) لإلقاء خطاب رسمي أمام أعضاء الهيئة التشريعية المجتمعين.
- زيارات رفيعة المستوى يقوم بها رؤساء الدول الزائرون (أو ممثلوهم) إلى معالم الدولة المضيفة مثل وضع إكليل من الزهور على ضريح عسكري أو مقبرة.
- إقامة فعاليات ثقافية تحتفي بالروابط بين البلدين.

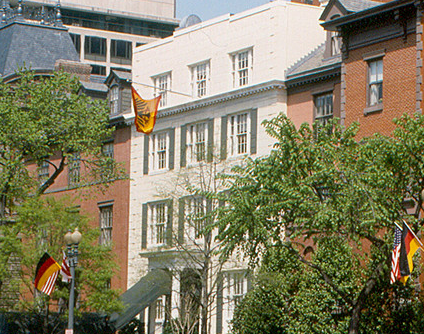
العلم الرئاسي الألماني معروض في بلير هاوس ، دار الضيافة الرئاسية الأمريكية في واشنطن العاصمة، خلال زيارة ريتشارد فون فايزكر، رئيس ألمانيا. تحتفظ العديد من البلدان ببيوت ضيافة تُستخدم للزيارات الرسمية.

عادة ما يرافق رئيس الدولة الزائر (أو ممثله) وزير حكومي كبير، وعادة ما يكون وزير الخارجية. خلف البروتوكول الدبلوماسي، ترافق وفود مكونة من منظمات تجارية رئيس الدولة الزائر، مما يوفر فرصة للتواصل وتطوير الروابط الاقتصادية والثقافية والاجتماعية مع قادة الصناعة في الدولة التي تتم زيارتها. في نهاية الزيارة، يقوم رئيس الدولة الأجنبية (أو الممثل) تقليديا بإصدار دعوة رسمية إلى رئيس الدولة (أو الممثل) للدولة التي تتم زيارتها، والذي سيقوم في وقت آخر في المستقبل بزيارة دولة متبادلة.
في حين أن تكاليف الزيارة عادة ما تتحملها الدولة المضيفة، فإن معظم الدول تستضيف أقل من عشر زيارات دولة سنويا، وبعضها يستضيف زيارتين فقط. معظم رؤساء الدول الأجنبية (أو ممثليهم) يقيمون في المقر الرسمي لرئيس الدولة (أو ممثله) الذي يستضيف الزيارة الرسمية، أو في بيت ضيافة مخصص للزوار الأجانب، أو في سفارة بلادهم.
غالبًا ما تجذب الزيارات الرسمية التي يقوم بها زعماء أو شخصيات عالمية معروفة، مثل الملك البريطاني أو رئيس الولايات المتحدة أو البابا، قدرًا كبيرًا من الدعاية والحشود الكبيرة. وفي بعض الأحيان، يشمل ذلك المتظاهرين.

## زيارات الدولة حسب البلد

### أرمينيا
تتم زيارات الدولة إلى أرمينيا في العاصمة يريفان، مع إقامة حفل ترحيبي عادة في مطار زفارتنوتس الدولي. يتم الترحيب برؤساء الدول الأجنبية في مقر إقامة الرئيس، في حين يتم الترحيب برؤساء الحكومات في مقر إقامة رئيس الوزراء . وتتكون هذه الزيارات من المكونات التالية:
|                        | رتبة الزائر  | عشاء الدولة | مراسم الوصول     | مراسم الوصول | مراسم الوصول | تبادل الهدايا الدبلوماسية | لقاء مع الزعماء الدينيين | خطاب إلى الجمعية الوطنية |
| مقر إقامة رئيس الوزراء | رتبة الزائر  | عشاء الدولة | مقر إقامة الرئيس | المطار       |              | تبادل الهدايا الدبلوماسية | لقاء مع الزعماء الدينيين | خطاب إلى الجمعية الوطنية |
| ---------------------- | ------------ | ----------- | ---------------- | ------------ | ------------ | ------------------------- | ------------------------ | ------------------------ |
| زيارة دولة             | رئيس الدولة  | نعم         | لا               | نعم          | ربما         | نعم                       | نعم                      | ربما                     |
| زيارة رسمية            | رئيس الحكومة | نعم         | نعم              | نعم          | ربما         | ربما                      | ربما                     | ربما                     |

منذ عام 1991، يزور القادة الأجانب ضحايا الإبادة الجماعية الأرمنية في مجمع تسيتسيرناكابيرد.  أثناء زيارة المجمع، يقوم معظم القادة بجولة في المتحف، وزرع الأشجار بالقرب من النصب التذكاري، ووضع أكاليل الزهور أمام الشعلة الأبدية.

### بلجيكا
تبدأ زيارة الدولة إلى بلجيكا بتفتيش القوات أمام القصر الملكي في بروكسل، وبعد ذلك يعقد الملك والملكة لقاءًا خاصًا مع رئيس الدولة الزائر وزوجته. ويختتم اليوم الأول من الزيارة تقليديا بحفل عشاء رسمي في قلعة لاكين، وهو المقر الرسمي لملك بلجيكا.
من المعتاد أن يتم منح وسام الصليب الأعظم من رتبة ليوبولد خلال زيارات الدولة.

### كندا

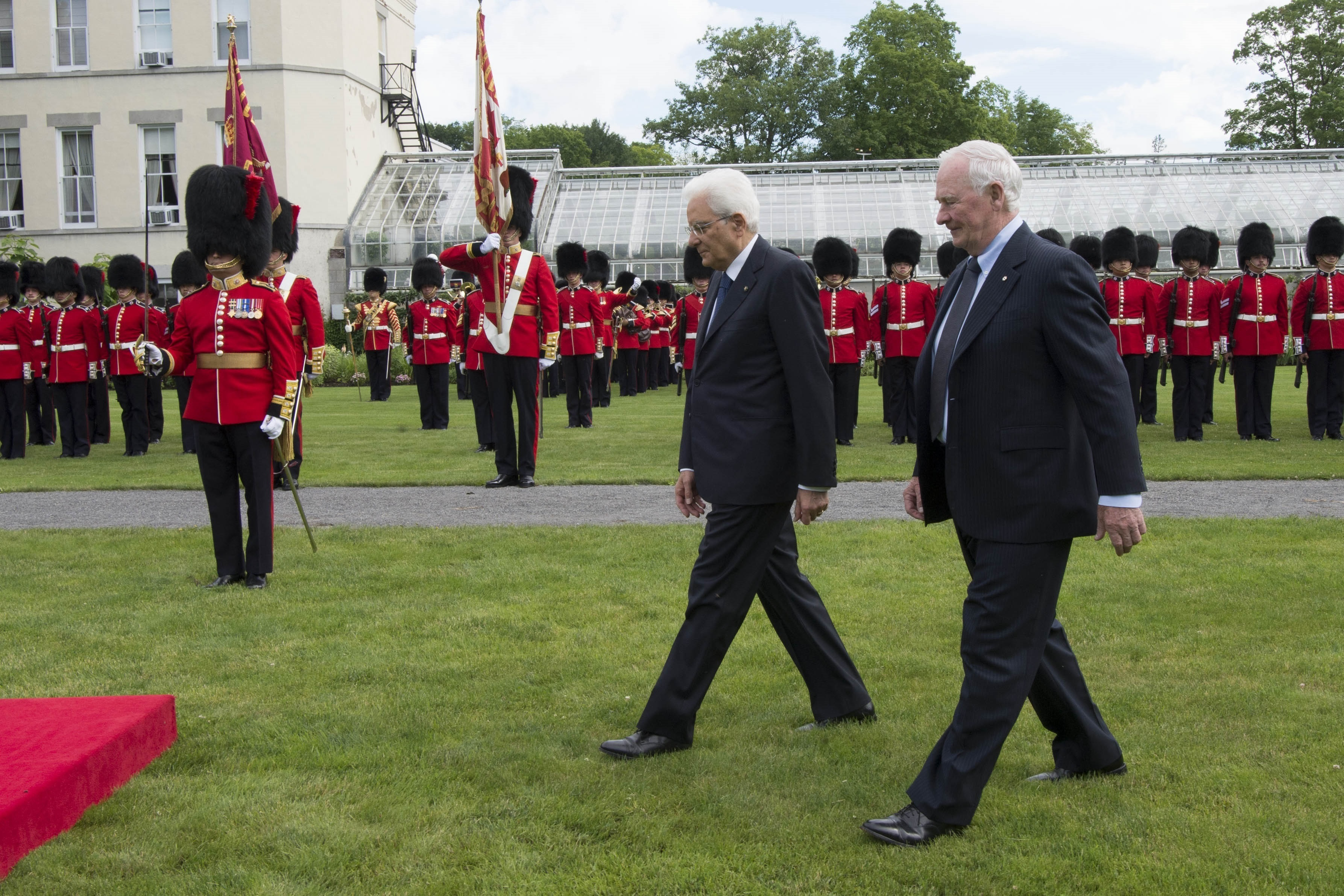
حرس الحاكم العام يصطفون لحرس الشرف خلال الزيارات الرسمية للرئيس الإيطالي سيرجيو ماتاريلا

يتولى مكتب البروتوكول تنسيق الجوانب التشغيلية للزيارات الرسمية والدولية إلى كندا، ويدير جميع الأحداث المتعلقة بالزيارة. كما يحدد معايير البروتوكول للزيارات لرؤساء الدول والحكومات. 
يشارك حرس الحاكم العام في الزيارات الرسمية إلى أوتاوا. وتتم مراسم الوصول إما في قاعة البرلمان أو في قاعة ريدو، حيث يتم استقبال الزائر من قبل الحاكم العام لكندا (لزيارات الدولة) أو رئيس وزراء كندا (للزيارات الرسمية). وتشمل زيارات الدولة أيضًا زيارة النصب التذكاري الوطني للحرب.
يمثل كندا في زيارات الدولة أو الرسمية العاهل الكندي أو ممثله - الحاكم العام أو نائب الحاكم أو عضو آخر من العائلة المالكة. كانت أول زيارة دولة لكندا إلى الولايات المتحدة في عام 1937، عندما منحت الولايات المتحدة الحاكم العام المكانة المكافئة الممنوحة لرئيس دولة زائر.
إن الجولات التي يقوم بها ملك البلاد (وأعضاء آخرون من العائلة المالكة) إلى كندا ليست زيارات دولة أو رسمية، حيث يقوم الملك بجولات ملكية بصفته عاهل كندا، وليس رئيس دولة أجنبية. بالإضافة إلى ذلك، نظرًا لأن السيادة الكندية مشتركة مع 14 مملكة أخرى من دول الكومنولث، فإن زيارات الدولة لا تتم بين الممالك، حيث يتم إجراء الزيارات الرسمية من قبل الحاكم العام للممالك المعنية أو رئيس الوزراء.

### جمهورية الصين الشعبية

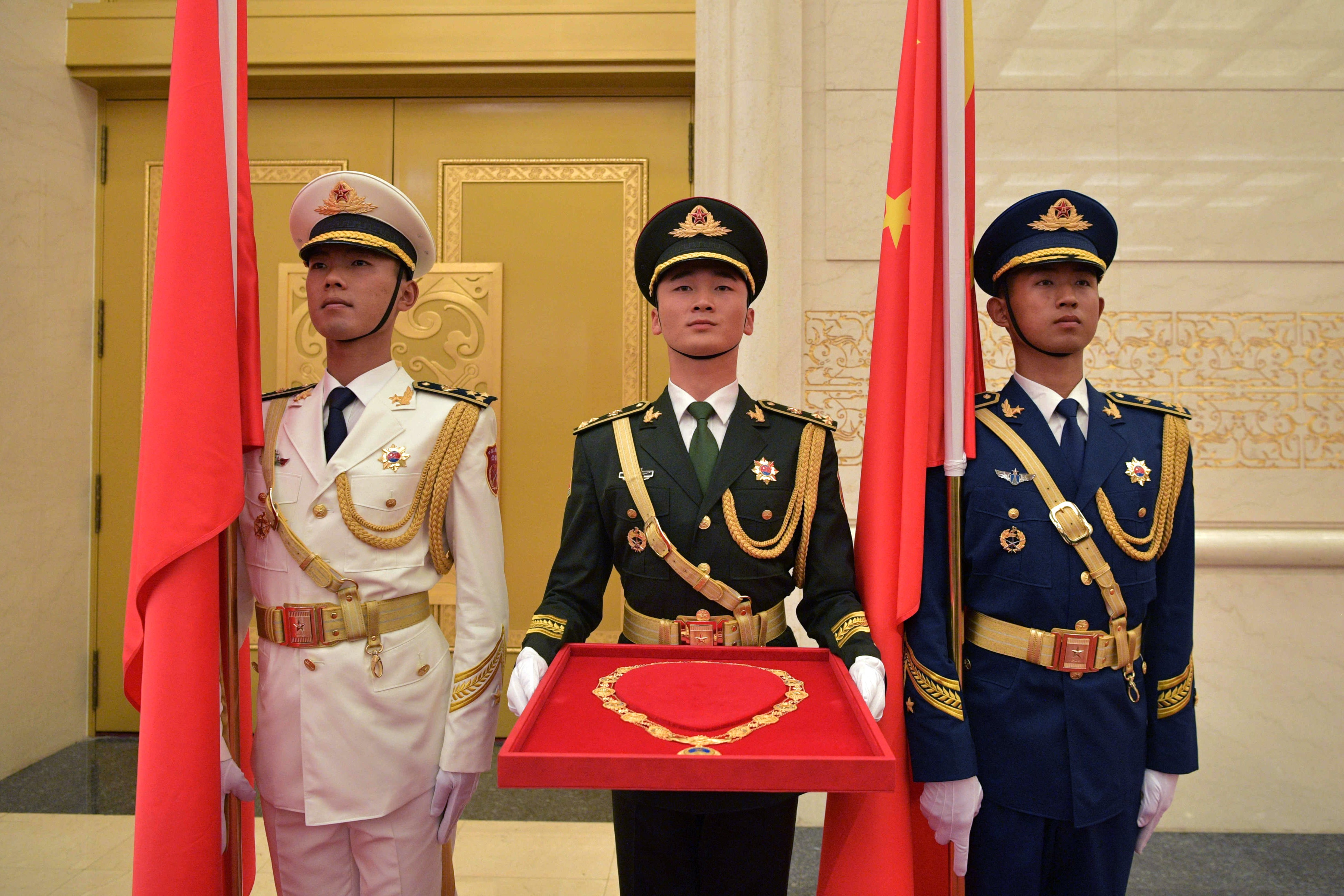
حرس الشرف التابع لحامية بكين مع وسام الصداقة، وهو وسام يُمنح أحيانًا خلال زيارات الدولة

تقام مراسم الوصول إلى الصين في القاعة الشرقية لقاعة الشعب الكبرى في ميدان السلام السماوي في بكين. يتم توفير حرس الشرف للحفل من قبل حرس الشرف التابع لحامية بكين، مع المرافقة الموسيقية التي تقدمها الفرقة العسكرية المركزية لجيش التحرير الشعبي الصيني.
وبينما تعزف الفرقة العسكرية النشيدين الوطنيين للبلدين، تطلق بطارية مدفعية 21 طلقة تحية. وبعد أن تنتهي الفرقة من أدائها، يقوم القائدان بعد ذلك بفحص حرس الشرف بدعوة من قائد الحرس. وبعد الجولة التفقدية، يحتضن الزعيمان أطفال المدارس الذين يلوحون بالزهور وأعلام البلدين. في هذا الوقت، تقوم الفرقة بأداء مسيرة عسكرية أو أغنية شعبية من البلد الضيف. إذا قام رئيس وزراء أو مستشار أو ولي عهد بزيارة الصين، فإن حفل الترحيب يقام من قبل رئيس الوزراء. إذا قام رئيس أو حاكم عام أو ملك بزيارة، يتم إجراء مراسم الترحيب من قبل الرئيس.
ثم ينطلق حرس الشرف التابع لجيش التحرير الشعبي من الساحة على أنغام نشيد جيش التحرير الشعبي الصيني. وينتهي الحفل بعرض لفرقة الموسيقى العسكرية لجيش التحرير الشعبي تقدم.
أثناء زيارات الدولة، تقدم هدايا لكبار الشخصيات الزائرة، بما في ذلك وسام الصداقة. منذ عام 1954، وفرت وحدة حماية الدولة مواكب سيارات لكبار الشخصيات الزائرة المتوجهة من المطار إلى مكان اجتماعهم. 

### جمهورية الصين (تايوان)
يقام حفل مدته 30 دقيقة في ساحة المركز الوطني للفنون المسرحية في تايبيه لتكريم كبار الشخصيات الزائرة لجمهورية الصين (تايوان). بعد عزف النشيد الوطني، يرافق الرئيس الزائر أمام حرس الشرف الثلاثي التابع للقوات المسلحة لجمهورية الصين، بقيادة عقيد. بعد تفقد القوات، يلقي رئيس تايوان كلمة ترحيبية، وبعد ذلك يتحدث الزعيم الأجنبي، قبل أن يتسلم مفتاح المدينة من عمدة تايبيه، ثم يقوم مدير إدارة المراسم بوزارة الخارجية بتقديم أعضاء مجلس الوزراء إلى كبار الشخصيات وأعضاء الوفد إلى رئيس جمهورية الصين. 

### جمهورية التشيك
يتم تقديم الترحيب العسكري للزعماء الأجانب في قلعة براغ من قبل قوات حرس قلعة براغ، وحرس الشرف التابع للقوات المسلحة التشيكية، والفرقة الموسيقية المركزية للجيش التشيكي، وفرقة حرس القلعة والشرطة ووحدات من قيادة حامية براغ.

### فنلندا

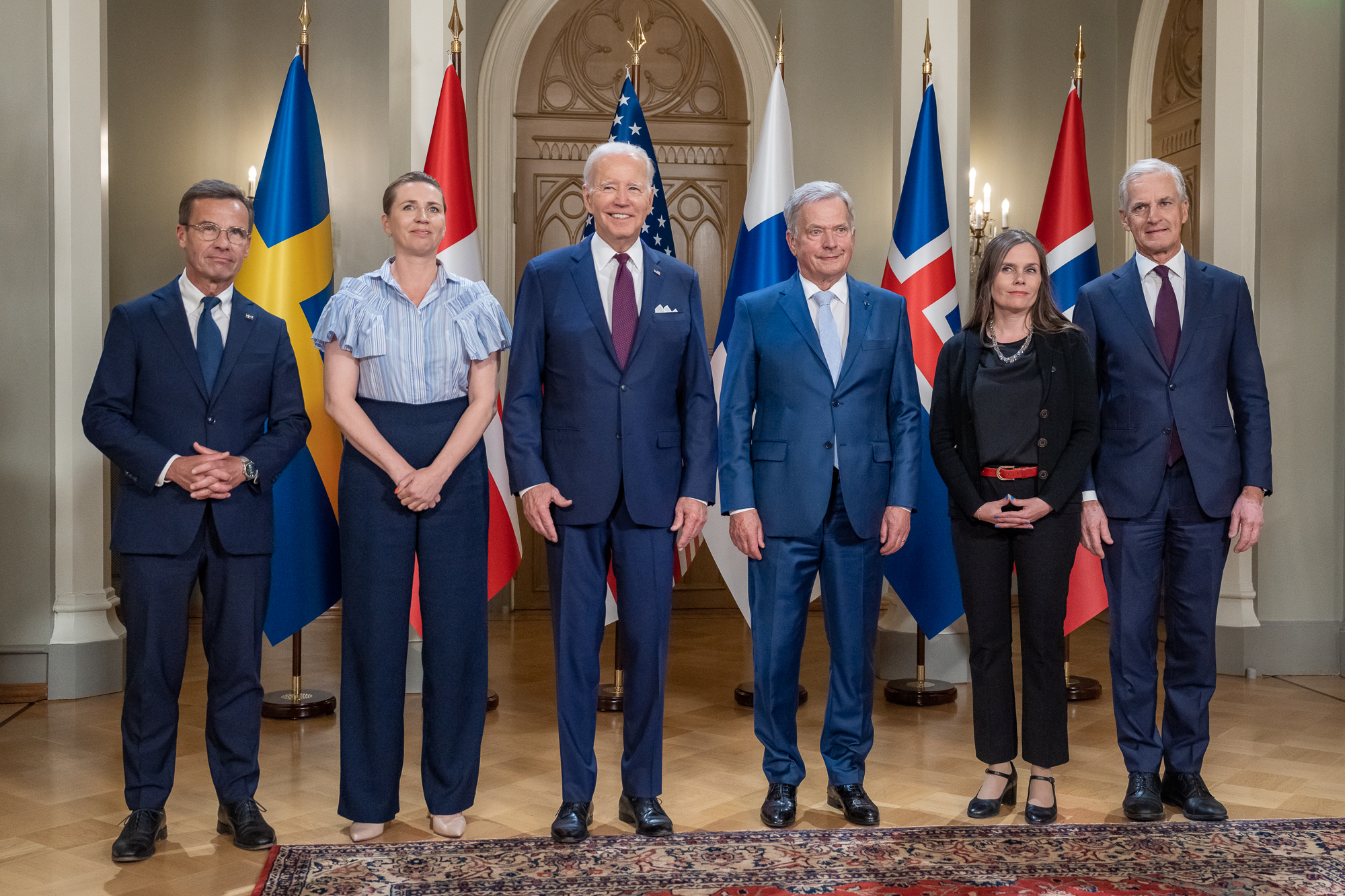
الرئيس الأمريكي جو بايدن يلتقي زعماء دول الشمال الأوروبي في هلسنكي، في يوليو 2023

تتولى خدمات البروتوكول التابعة لوزارة الخارجية مسؤولية ترتيب الزيارات الدولية رفيعة المستوى والفعاليات الرسمية الفنلندية. مهمة خدمات البروتوكول هي الاهتمام باستقبال الضيوف ومرافقتهم وإقامتهم ونقلهم وترتيب وجبات الطعام لهم. 
في فنلندا، عادة ما تتبع زيارات الدولة نمطًا معينًا أصبح بالفعل تقليدًا. وتتم مراسم الاستقبال الرسمية أمام القصر الرئاسي أو في مطار هلسنكي. في حفل الاستقبال، يقوم رئيس الدولة الزائر، برفقة رئيس فنلندا، بفحص حرس الشرف على إيقاع مارش بيورنيبورجارناس. بعد تفقد حرس الشرف وعزف النشيد الوطني، يستقبل رؤساء الدول الجمهور من شرفة القصر الرئاسي، ومن هناك ينتقلون إلى الصالون الأصفر لشرب نخب الترحيب والتقاط الصور الرسمية وتبادل الهدايا وشارات الشرف. 
عادةً، يتضمن البرنامج الرسمي على الأقل وضع إكليل من الزهور على قبر المارشال مانرهايم في مقبرة هيتانيمي،  وزيارة مبنى البرلمان أو قاعة مدينة هلسنكي.  وتنتهي الزيارة عادة بحفلات عشاء رسمية تقام في القصر الرئاسي، حيث يلقي رؤساء الدول خطاباتهم. 

### فرنسا

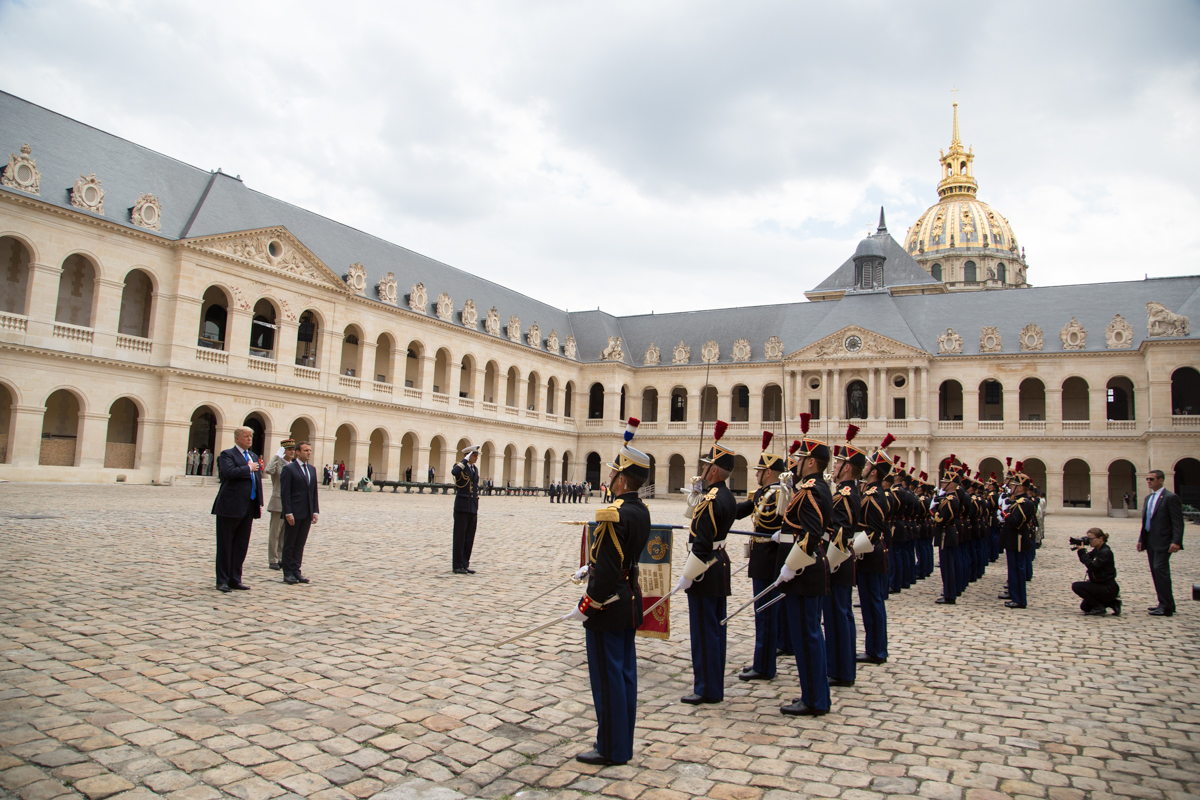
دونالد ترامب في ليزانفاليد خلال زيارته الرسمية إلى فرنسا، 13 يوليو 2017. تقام مراسم الوصول عادة في في هذا القصر أو في قصر الإليزيه.

تقام مراسم الوصول إما في قصر الإليزيه أو في قصر ليزانفاليد، بمشاركة فرقة المشاة والفرقة الموسيقية للحرس الجمهوري الفرنسي وفوج المشاة الأول للحرس الجمهوري. قاعة الشرف في قصر الإليزيه هي المكان الذي يلتقي فيه رئيس فرنسا بكبار الشخصيات الزائرة ويعقد اجتماعات ثنائية. وفي ختام الزيارة، سيلقي رئيس الدولة أو الحكومات كلمة في قصر بوربون أمام مجلس الشيوخ الفرنسي، وسيعقد لقاءات مع أعضاء البرلمان. وفي وقت ما خلال الزيارة الرسمية، سيضع الضيف إكليلا من الزهور على قبر الجندي المجهول في قوس النصر.

### جورجيا
تعقد زيارات الدولة إلى جورجيا خارج القصر الرئاسي الجورجي في تبليسي. يتم تقديم التكريمات الاحتفالية من قبل حرس الشرف وفرقة الحرس الوطني في جورجيا. تعزف الفرقة أغاني الجيش الجورجي أثناء تفقد حرس الشرف. في عهد رئاسة ميخائيل ساكاشفيلي، عزفت الفرقة الموسيقية نشيد فوج بريوبرازينسكي خلال الزيارات الرسمية.
خلال الزيارات الرسمية، يلتقي كبار الشخصيات عادة مع رئيس الوزراء، ورئيس البرلمان، والبطريرك الكاثوليكي لعموم جورجيا بشكل منفصل عن الرئيس. وتقام أيضًا حفلات عشاء رسمية داخل القصر الرئاسي بحضور مسؤولين من كلا البلدين.

### ألمانيا
خلال زيارات الدولة إلى ألمانيا، يتم تقديم التكريمات من قبل كتيبة الحرس الألمانية وفرقة أركان الجيش الألماني. وكان هناك استثناء في 3 مايو 2007 أثناء زيارة الرئيس الفرنسي جاك شيراك إلى برلين، حيث قدم اللواء الفرنسي الألماني التكريم. اعتمادًا على وضع الضيف، تقام مراسم الدولة إما في قصر بيلفيو أو في مجمع المستشارية الفيدرالية. في السنوات الأخيرة، تميزت زيارات الدولة بقيام كبار الشخصيات بتكريم النصب التذكارية مثل عمود النصر في برلين، والنصب التذكاري لليهود، والنصب التذكاري السوفيتي للحرب.
خلال الزيارات، يقوم كبار الشخصيات الأجانب عادة بزيارة الولايات الفيدرالية الألمانية خارج العاصمة. وفي هذا الصدد، يتم أيضًا عقد حفل تكريم كامل حيث يكون الوزير-الرئيس هو الرئيس.   في انتهاك للبروتوكول العسكري التقليدي في برلين، تم وضع كراسي خارج المستشارية منذ يوليو 2019 بسبب نوبات الارتعاش غير المعتادة للمستشارة أنجيلا ميركل أثناء حفل التكريم. في الوقت الحالي، لم يتم استقبال سوى رئيسة الوزراء المولدوفية مايا ساندو ورئيسة الوزراء الدنماركية مته فريدريكسن بموجب هذا الترتيب. 

### الهند

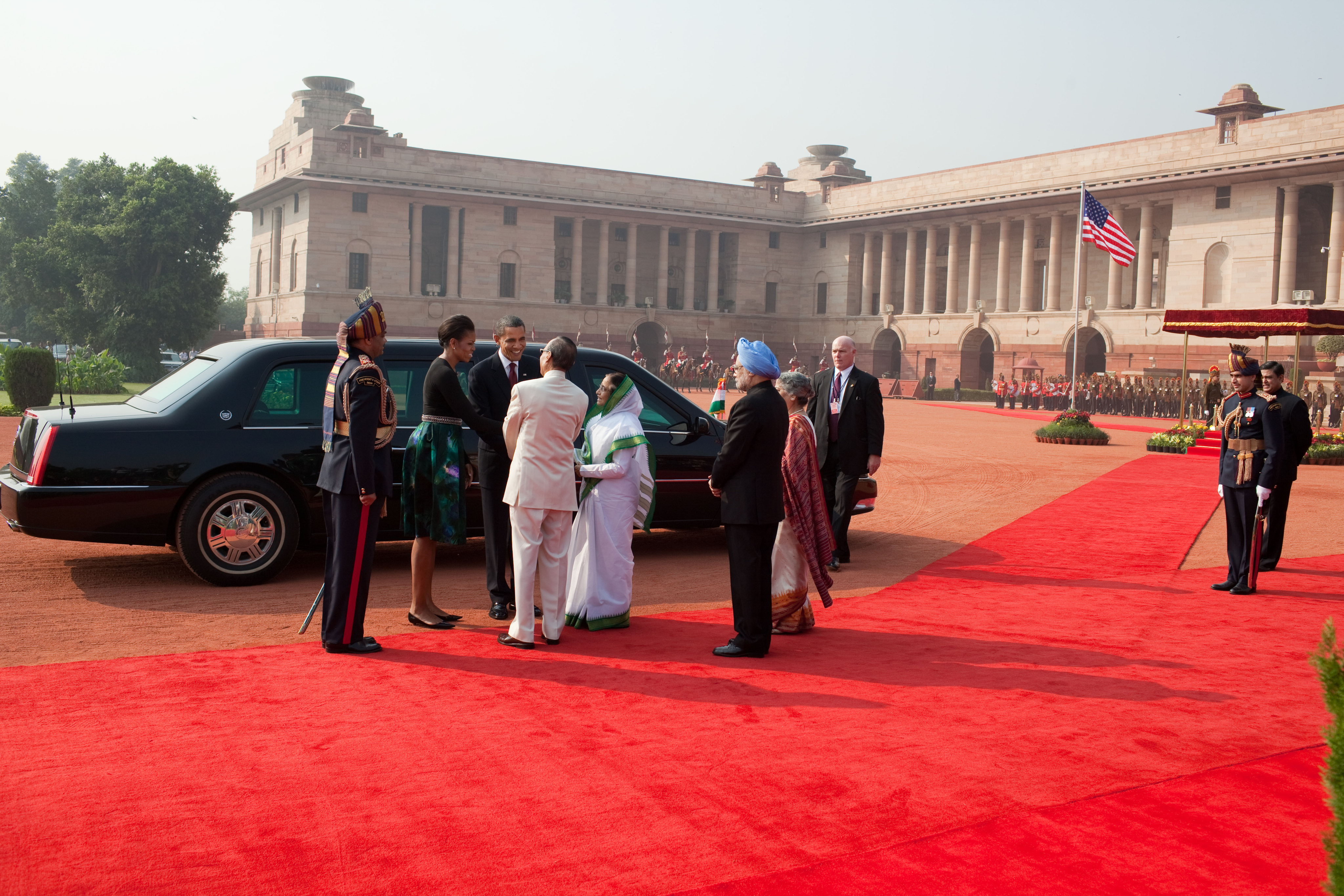
التقى باراك وميشيل أوباما بالرئيسة براتيبا باتيل ورئيس الوزراء مانموهان سينغ، في 8 نوفمبر 2010. يتم استقبال الزعماء الأجانب في الهند عادة في راشتراباتي بهافان، المقر الرسمي لرئيس الهند.

يتم استقبال الزعماء الأجانب في القصر الرئاسي في نيودلهي خلال زيارات الدولة. يتلقى كبار الشخصيات أولاً التحية من الحرس الشخصي للرئيس، وحرس الشرف الثلاثي. ويتلقى رؤساء الدول أيضًا تحية مكونة من 21 طلقة، مع 19 طلقة لرؤساء الحكومات. يتم اختيار الفرق الموسيقية وقائد حرس الشرف بالتناوب بين الجيش الهندي والبحرية والقوات الجوية. في عام 2015، أصبحت قائدة الجناح بوجا ثاكور أول ضابطة تقود حرس الشرف لزعيم أجنبي.  يتم تنظيم جميع التكريمات العسكرية من قبل القسم د التابع لوزارة الدفاع. 
وتقام أيضًا مآدب رسمية لكبار الشخصيات الأجنبية في راشتراباتي بهافان والتي يستضيفها رئيس الهند. يتم دعوة أكثر من 100 ضيف لحضور مآدب الدولة، بما في ذلك نائب رئيس الهند، ورئيس وزراء الهند، بالإضافة إلى المسؤولين الحكوميين وقادة الحزب الحاكم.

### إيطاليا

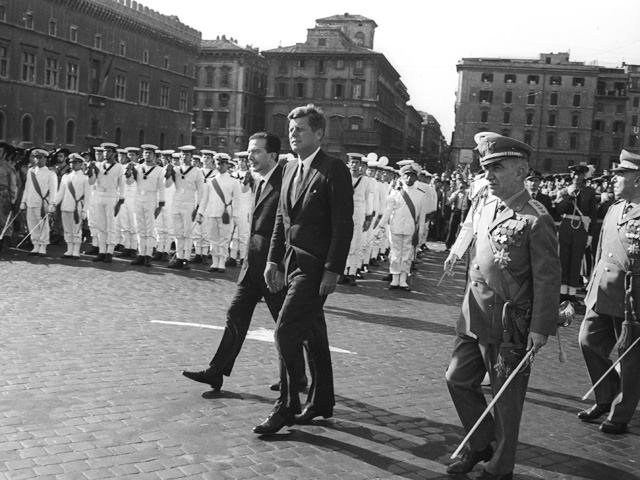
يصل جون كينيدي إلى قبر الجندي المجهول في روما برفقة وزير الدفاع الإيطالي جوليو أندريوتي، في الأول من يوليو 1963. تشكل الزيارات إلى القبر جزءًا نموذجيًا من الزيارات الرسمية إلى إيطاليا.

عندما يصل كبار الشخصيات إلى العاصمة الإيطالية روما، يتم استقبالهم في حفل استقبال قصير في المطار من قبل رئيس المكتب الدبلوماسي الاحتفالي بين مسؤولين آخرين، الذين يقومون بعد ذلك بالترفيه عن الضيف لفترة وجيزة في قاعة الاجتماعات للسماح بالتعامل مع إجراءات المطار. يتم إجراء مراسم استقبال كبار الشخصيات الأجنبية الذين يزورون روما إما في قصر كويرينال (المقر الرسمي لرئيس الجمهورية الإيطالية) أو في قصر كيجي (المقر الرسمي لرئيس وزراء الجمهورية الإيطالية). أثناء الحفل، يتم توفير حرس الشرف من قبل وحدة عسكرية (على الأرجح كورازييري ووحدة احتفالية مختارة مثل كتيبة الشرف "جويتو" من الفوج الأول) وفرقة عسكرية داعمة قبل عزف النشيد الوطني للبلد الضيف وايل كانتو ديلي إيتالياني. في السنوات الأخيرة، قامت قوات البيرساليري والكارابينييري والبحرية الإيطالية بتوفير حرس الشرف للاحتفال.
ويتضمن بقية اليوم اجتماعات ثنائية، ومحادثات ثنائية، ومؤتمرا صحفيا مشتركا، وعشاءًا رسميا، حيث يتم تبادل الهدايا وتكريم الأطراف. وفي اليوم التالي يتم وضع أكاليل الزهور على قبر الجندي المجهول في مذبح الوطن. يتم تنظيم كافة الفعاليات البروتوكولية في العاصمة من قبل مكتب الاحتفالات الحكومي. على وجه الخصوص، يتولى مكتب الاحتفالات التابع لوزارة الدفاع مسؤولية البروتوكول المتعلق بالقوات المسلحة الإيطالية، ويتولى مكتب الاحتفالات الدبلوماسية التابع لوزارة الخارجية مسؤولية البروتوكول المتعلق بالسلك الدبلوماسي. 

### اليابان

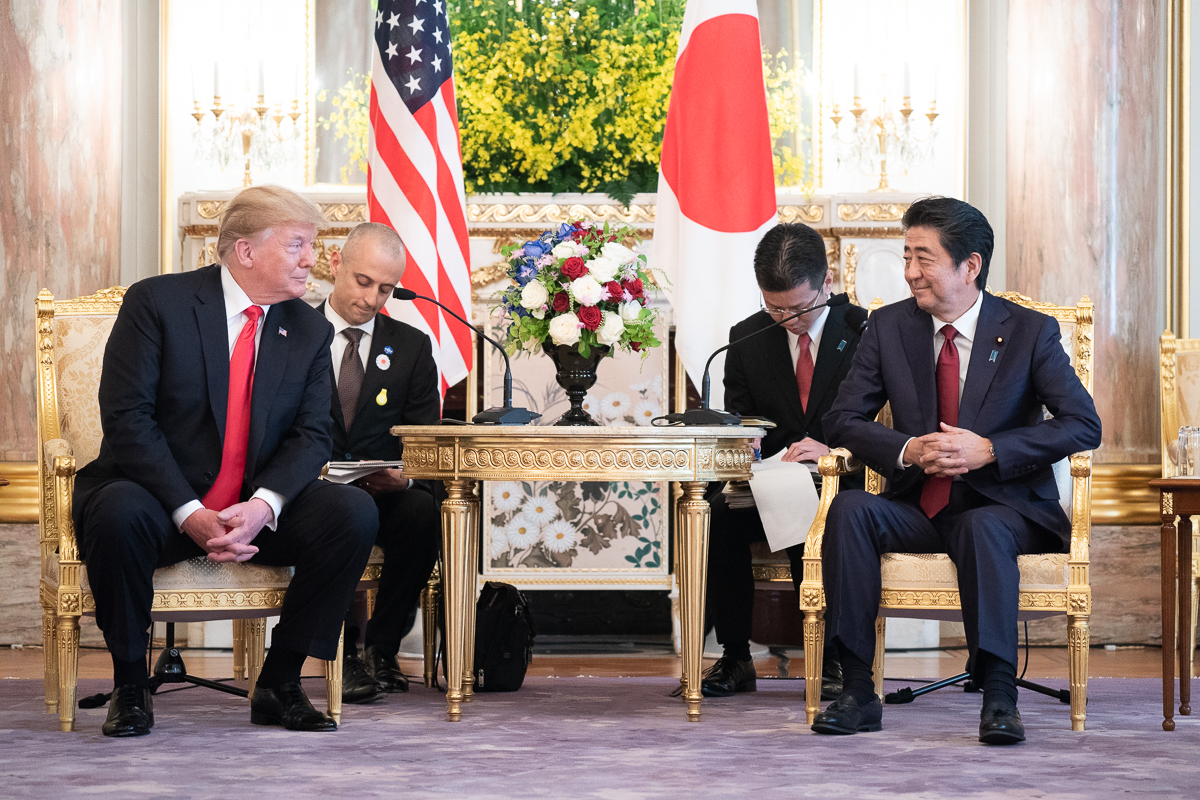
دونالد ترامب مع رئيس الوزراء شينزو آبي، خلال زيارة دولة أمريكية إلى اليابان في مايو 2019

تهدف اليابان إلى توجيه الدعوات للزائرين الرسميين بهدف تعزيز الصداقة والعلاقات بين اليابان والبلد المدعو.  بالإضافة إلى زيارات الدولة والرسمية، تقدم الحكومة اليابانية أيضًا أشكالًا أخرى من الدعوات لزيارة البلاد.
وتهدف دعوة الزوار العمليين الرسميين والزوار العمليين وزوار وزارة الخارجية اليابانية إلى تعزيز المفاوضات وتعزيز الأمن واستخدامها لتنسيق السياسات وما إلى ذلك.
دعوة الوزراء هي دعوة موجهة إلى الوزراء من بلدان أخرى، وتهدف إلى تعميق فهمهم لليابان وإرسال معلومات عن اليابان بناءً على المعرفة التي تم الحصول عليها من خلال الدعوات من خلال المؤتمرات والتفتيش وما إلى ذلك مع كبار الشخصيات والخبراء اليابانيين.
دعوة الممارسين الاستراتيجيين هي دعوة موجهة إلى أعضاء معينين في مناصب معينة أو أولئك الذين من المتوقع أن يشغلوا منصبًا قياديًا معينًا في المستقبل، في المجال السياسي أو الاقتصادي أو الحكومي أو الأكاديمي، وما إلى ذلك، في البلدان الأجنبية أو المنظمات الدولية. ويهدف إلى تعزيز فهم سياسات اليابان المختلفة ومجالاتها مثل الثقافة والمجتمع، وتسهيل الترويج للسياسة الخارجية اليابانية من خلال الاتصالات الشخصية مع الخبراء اليابانيين، وتعزيز الدعم لليابان على المدى المتوسط والطويل من خلال الإحاطات مع خبراء من القطاع الخاص، والتجارب الثقافية اليابانية، والزيارات المحلية.
|                      | الزائر                                  | الإقامة                | استقبال | محادثات مع الامبراطور | غداء                 | مأدبة                 |
| -------------------- | --------------------------------------- | ---------------------- | ------- | --------------------- | -------------------- | --------------------- |
| زائر الدولة          | ملك ورئيس وما إلى ذلك.                  | قصر أكاساكا            | نعم     | نعم                   | غداء مع رئيس الوزراء | مأدبة في القصر        |
| زائر رسمي            | أمير، رئيس الوزراء، الخ.                | قصر أكاساكا            | نعم     | نعم                   | غداء في القصر        | مأدبة مع رئيس الوزراء |
| زائر عملي رسمي       | شخص يعادل زائر الدولة أو الزائر الرسمي. | سكن عام مؤمن بشكل صارم | لا      | نعم                   | لا                   | لا                    |
| زائر عملي            | شخص يعادل زائر الدولة أو الزائر الرسمي. | سكن عام                | لا      | ربما                  | لا                   | لا                    |
| زائر لوزارة الخارجية | الأمين العام للأمم المتحدة، إلخ..       | سكن عام                | لا      | لا                    | لا                   | لا                    |

خلال الزيارات الرسمية التي يقوم بها الأشخاص المنتمون إلى الفئتين العلويتين، يتم ترتيب حرس الشرف من قبل الحرس الإمبراطوري التابع لوكالة الشرطة الوطنية وكتيبة الشرطة العسكرية رقم 302 التابعة لقوات الدفاع الذاتي اليابانية.

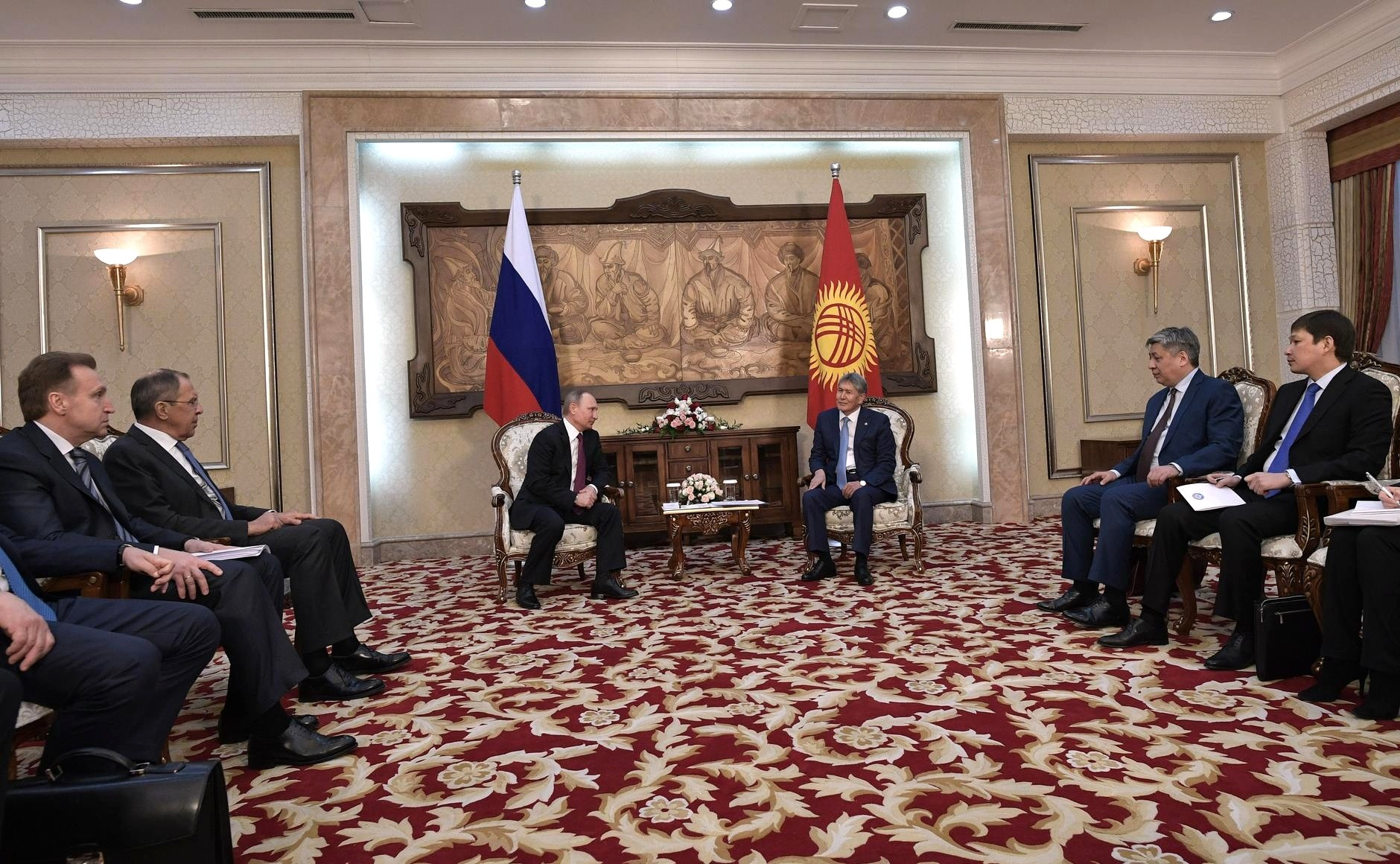
الاجتماعات الثنائية خلال زيارات الدولة إلى قيرغيزستان تقام عادة في مقر إقامة الدولة في ألا آرتشا

ويتم التخطيط لزيارات الدولة بالتنسيق مع وزارة الخارجية قبل شهر واحد من موعدها. تقام مراسم الوصول للزيارات الرسمية إلى قيرغيزستان عادة في مطار مناس الدولي بمشاركة كتيبة حرس الشرف التابعة للوحدة العسكرية 701 للحرس الوطني وفرقة هيئة الأركان العامة للقوات المسلحة في قيرغيزستان.  ويقام أيضًا حفل وضع إكليل الزهور في ساحة النصر. ويعقد اجتماع ثنائي ومؤتمر صحفي وعشاء رسمي في قصر علاء آرتشا.
وتضم المجموعة الترحيبية الرسمية القرغيزية رئيس المجلس الأعلى ورئيس الوزراء ووزير الخارجية. يبدأ حفل الإفطار الرسمي في الساعة 11:00 صباحًا حتى الساعة 3:00 مساءً. وتقام أيضًا مراسم الوصول في مقرات الدولة في جميع أنحاء البلاد. 

### المكسيك
يتم إجراء زيارات دولة إلى مدينة مكسيكو بشكل منتظم.  تقام مراسم الوصول عادة في القصر الوطني أو مكان عمل الرئيس أو في مطار مكسيكو سيتي الدولي. في بعض المناسبات، تقام مراسم تكريم كاملة بمشاركة الحرس الرئاسي التابع للحرس الوطني في كامبو مارتي، حيث يتمركز لواءان من الشرطة العسكرية التابعة للحرس.

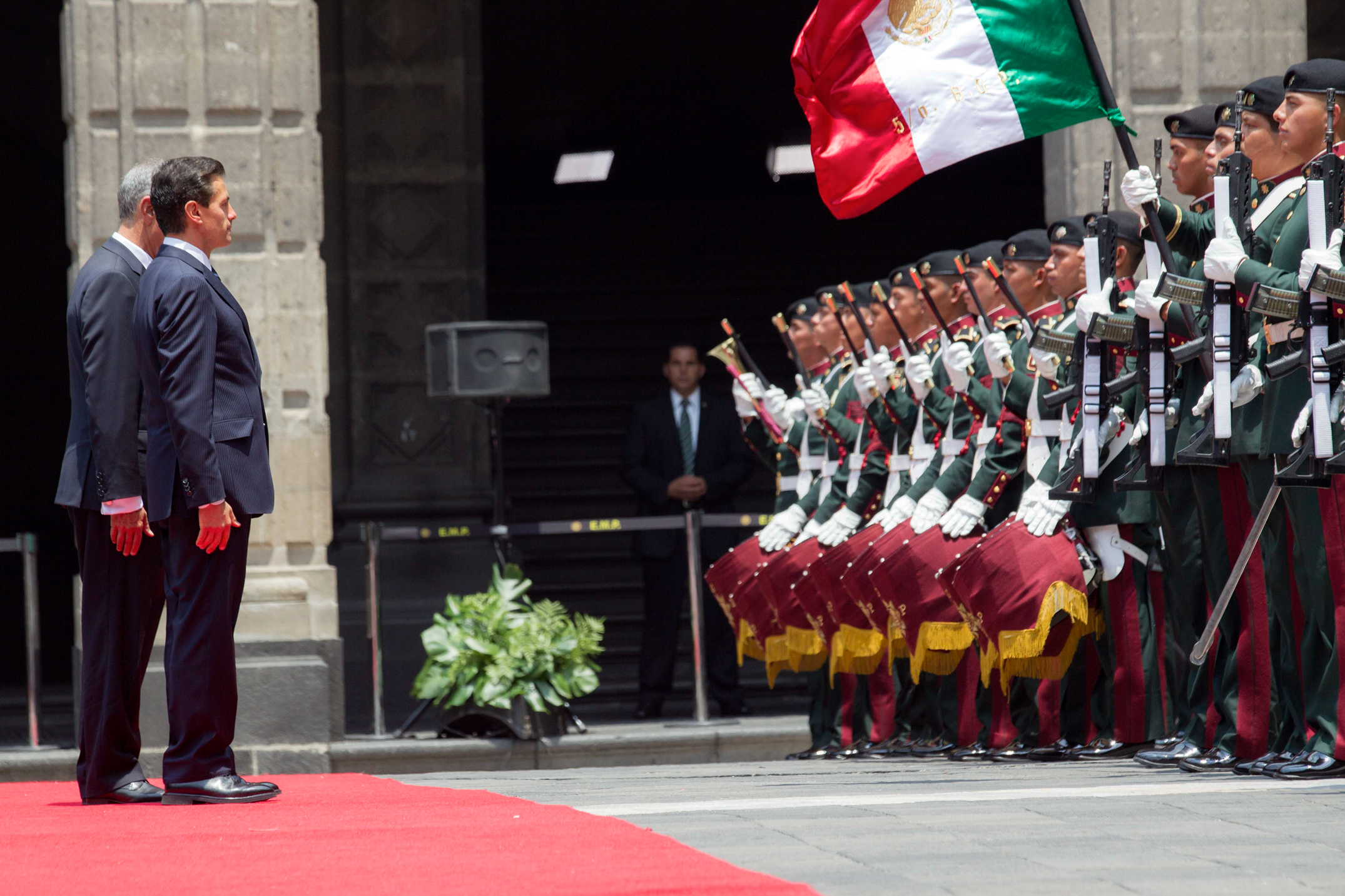
مارسيلو ريبيلو دي سوزا يتفقد حرس الشرف، 17 يوليو 2017. عادة ما يتم إجراء فحص لحرس الشرف المكسيكي في نهاية مراسم الوصول الرسمية.

يبدأ حفل الوصول بتشكيلة من الحرس الوطني تقدم السلاح عند وصول ضيف الدولة إلى مدخل القصر الوطني. بعد وصول ضيف الدولة برفقة رئيس المكسيك (وشريكه الأول، إذا كان حاضرا) إلى الساحة الجنوبية للقصر، تقدم فرقة حرس الشرف التابعة للحرس الرئاسي الأسلحة بينما تعزف فرقة الموسيقى التمثيلية للقوات المسلحة المكسيكية النشيد الوطني للبلدين (يتم عزف النشيد الوطني المكسيكي دائمًا أولاً). ثم يقوم رئيس المكسيك بتقديم أعضاء حكومته قبل أن يقوم الزائر بتقديم أعضاء وفده المرافق له في هذه الزيارة. وبعد الانتهاء من ذلك يقوم قائد سرية حرس الشرف التابعة للحرس الوطني بتسليم التقرير التالي للشخصية البارزة:
"بإذنكم السيد/السيدة رئيس الولايات المتحدة المكسيكية، أنا قائد حرس الشرف لـ (منصب كبار الشخصيات في الولاية) وأدعوكم لمراجعة حرس الشرف الحاضر، سيدي/سيدتي."
بعد ذلك يقوم الرئيس والمسؤول بتفتيش الحرس، مع أداء التحية للعلم المكسيكي وعلم الدولة المضيفة على طول الطريق. وينتهي الحفل بعد ذلك ويتوجه الاثنان إلى القصر لبدء اجتماعهما الثنائي. يتشابه احتفال كامبو مارتي في أسلوبه مع احتفال القصر مع اختلافات رئيسية تتمثل في تحية 21 طلقة، وكلمات افتتاحية، وعرض عسكري يضاف إلى البرنامج. الوحدة المسؤولة حاليًا عن التحية المكونة من 21 طلقة هي بطارية المدفعية الشرفية للدولة، والتي تأتي تحت كتيبة المدفعية الأولى (المنفصلة) من فيلق الجيش الأول.

### مولدوفا
ينظم البروتوكول الدبلوماسي للدولة التابع لوزارة الخارجية والتكامل الأوروبي في مولدوفا أنشطة تتعلق بالزيارات الرسمية إلى العاصمة المولدوفية كيشيناو.  تقام جميع مراسم وصول الدولة في الإدارة الرئاسية أو القصر الرئاسي، وتشارك فيها فرقة حرس الشرف والفرقة الموسيقية الرئاسية. أثناء التفتيش، يقوم الضيف الأجنبي بتحية موظفي الكتيبة باللغة الرومانية (سيقول الضيف buna ziua أو "صباح الخير" والتي سيرد عليها الجنود بقولهم salutari أو "تحياتي"). يمكن للضيوف الأجانب أيضًا زيارة عاصمة غاغاوز كومرات.

### هولندا

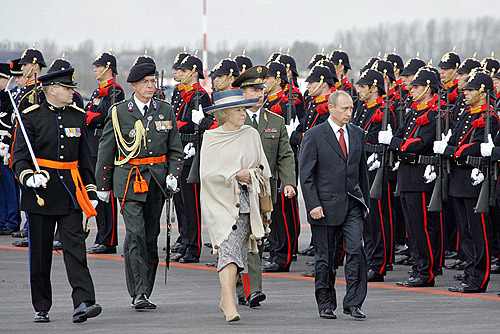
الملكة بياتريكس وفلاديمير بوتن في زيارة دولة إلى هولندا، مطار سخيبول بأمستردام، 1 نوفمبر 2005

تدور زيارات الدولة في هولندا حول العاصمة أمستردام وتتركز حولها. من خصائص الزيارة الرسمية أنها عادة ما يقوم بها رئيس دولة أجنبية، وليس رئيس حكومة. وعند وصوله إلى البلاد، سيتم منح الرئيس جولة في العاصمة، بما في ذلك حفل وضع إكليل من الزهور على النصب التذكاري الوطني. يتم عادة استقبال كبار الشخصيات الأجنبية من قبل الملك في القصر الملكي في أمستردام، حيث يحظون بحرس الشرف الذي يتكون من فوج رماة القنابل اليدوية وحرس البنادق عند وصولهم. وهنا تتم جميع الأمور المتعلقة بالدولة والاجتماعات الثنائية خلال الزيارة.
أثناء الزيارة الرسمية، يستضيف الملك الهولندي دائمًا عشاء دولة على شرف الضيف، أحيانًا في القصر الملكي في أمستردام وأحيانًا أخرى في مقر إقامة الملك في قصر نوردأيندي في لاهاي. من المعتاد أن يتم منح وسام الصليب الأعظم من رتبة أسد هولندا خلال الزيارات الرسمية.

### كوريا الشمالية
على الرغم من أن زيارات الدولة إلى كوريا الشمالية لا تحدث بشكل متكرر، إلا أنها تُعقد وفقًا لأعلى المعايير عندما تحدث. ويتم تعليق صور الزعيم الزائر والزعيم الأعلى لكوريا الشمالية في جميع أنحاء المدينة وفي مطار بيونج يانج سونان الدولي، حيث تقام مراسم الوصول. خلال الحفل، تقدم فرقة حرس الشرف التابعة لقيادة الحرس الأعلى للجيش الشعبي الكوري، والتي تتكون من عسكريين من القوات البرية والبحرية والقوات الجوية والعمليات الخاصة والقوات الاستراتيجية، إلى جانب فصيلة من الحرس الأحمر للعمال والفلاحين، التكريمات بينما تقدم الفرقة المركزية للجيش الشعبي الكوري النشيد الوطني الزائر وايجوكا، النشيد الوطني لجمهورية كوريا الديمقراطية الشعبية. بعد ذلك، يقوم قائد الحرس بإبلاغ القائد قبل أن يقوموا بفحص القوات ومراجعة المسيرة.  ثم يركبون موكبًا يأخذهم إلى دار ضيافة الدولة في بايكواون أو دار ضيافة كومسوسان لإجراء مفاوضات ثنائية.    استُخدم بيت الضيافة السابق لأول مرة للزيارات الرسمية في أوائل العقد الأول من القرن الحادي والعشرين لزيارات مادلين أولبرايت وجونيشيرو كويزومي وأصبح ذا أهمية مرة أخرى خلال عملية السلام الكورية 2018-2019.  تم بناء الأخير في ربيع عام 2019 في الوقت المناسب لزيارة الرئيس الصيني والأمين العام للحزب الشيوعي الصيني. في الطريق إلى بيت الضيافة، تتمركز فرقة حرس الشرف التابعة لاتحاد أطفال كوريا لمنح وشاح أحمر فخري للزعيم الزائر باسم جميع الأعضاء الحاضرين، وبالإضافة إلى ذلك، يمكن تقديم باقات الزهور من قبل ممثلين نيابة عن الجيش الشعبي الكوري ومواطني بيونج يانج وحكومة المدينة.
كانت الزيارات الرسمية البارزة التي تمت في القرن الحادي والعشرين هي تلك التي قام بها زعماء من كوريا الجنوبية مثل روه مو هيون في عام 2007 ومون جاي إن  في عام 2018، بالإضافة إلى الزعيم الصيني شي جين بينج في نفس العام. خلال زيارة شي، أصبح أول زعيم صيني بارز يزور قصر شمس كومسوسان وشارك في إعادة افتتاح ألعاب أريرانج الجماعية في ملعب رونجرادو.  خلال العديد من الزيارات الرسمية، قدمت جوقة الجيش الشعبي الكوري والأوركسترا السيمفونية قطعًا موسيقية أصلية من موطن الزائرين، مثل كاتيوشا خلال زيارة فلاديمير بوتن في عام 2000. ومن بين زعماء العالم الآخرين الذين قاموا بزيارات دولة إلى جمهورية كوريا الديمقراطية الشعبية الزعيم الكوبي ميغيل دياز كانيل في نوفمبر 2018 والرئيس المنغولي تساخياجين إلبغدورج في عام 2013، مع التقليل من أهمية الزيارة الأخيرة لأنها لم تتضمن اجتماعًا مع الرئيس كيم جونج أون. 

### النرويج

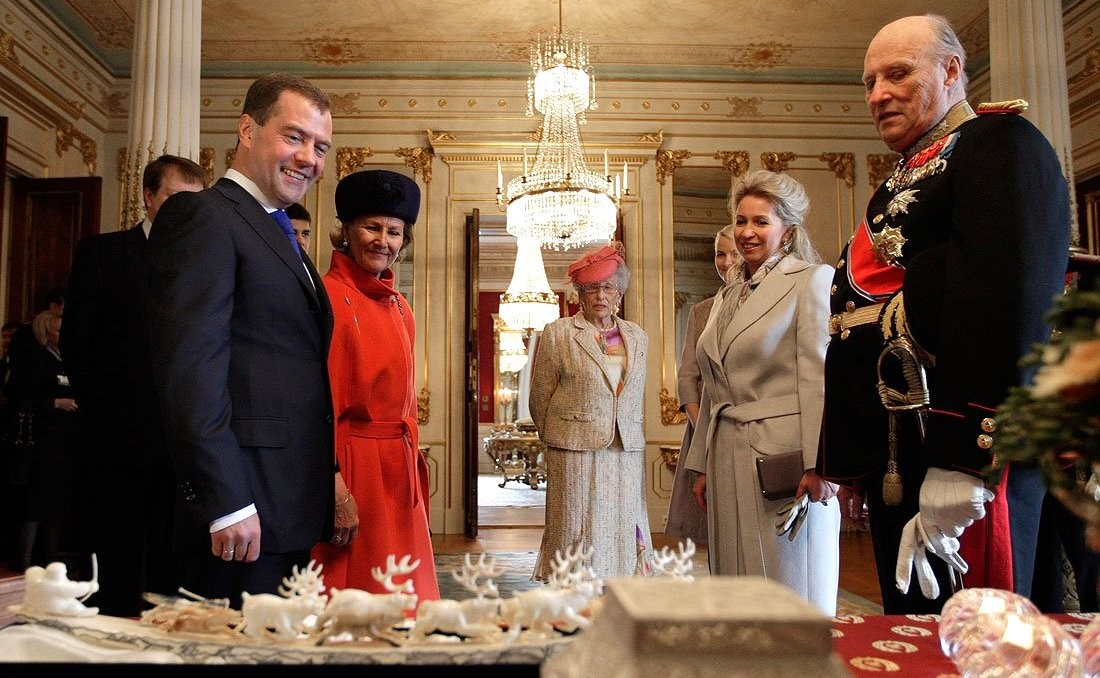
ديمتري ميدفيديف يتبادل الهدايا مع هارالد الخامس ملك النرويج. يتم عادة تبادل الهدايا الرسمي في غرفة الطيور في القصر الملكي.

تبدأ الزيارات الرسمية إلى العاصمة النرويجية أوسلو بتفتيش الفرقة الثالثة، هانز ماجيستيت كونجينز جارد، في القصر الملكي من قبل الضيف والعاهل النرويجي. بمجرد وصولهم إلى القصر، يأخذ الملك الشخصية البارزة إلى غرفة الطيور لتبادل الهدايا. وتتضمن الزيارة أيضًا حفل وضع إكليل من الزهور في قلعة آكيرشوس، والتي تعد أيضًا مقر إقامة رسمي لرئيس وزراء النرويج. وفي المساء، يقام حفل عشاء رسمي تستضيفه العائلة المالكة النرويجية في القصر الملكي تكريما لرئيس الدولة الزائر.
كما هو الحال بالنسبة للزيارات الرسمية التي يقوم بها ملك النرويج ، فإن هذه الزيارات تكون دائما برفقة وزير الخارجية النرويجي وممثلي الحكومة. يتم إجراء ما بين زيارتي دولة إلى أوسلو وزيارات ملكية إلى بلدان أخرى سنويًا، وعادة ما يقوم بها الملك الحاكم. 

### بولندا
تتم زيارات الدولة إلى بولندا بشكل منتظم. احتفالات تكريمية مقدمة من فوج حرس الشرف التمثيلي للقوات المسلحة البولندية في القصر الرئاسي. يتم تقديم المرافقة الموسيقية من قبل الفرقة الموسيقية المركزية التمثيلية للقوات المسلحة البولندية.
تُستخدم القاعة البيضاء في القصر الرئاسي لاستضافة رؤساء الدول الأجنبية. تقع القاعة عند المدخل الرئيسي للفناء، حيث تقام مراسم الاستقبال. 

### روسيا

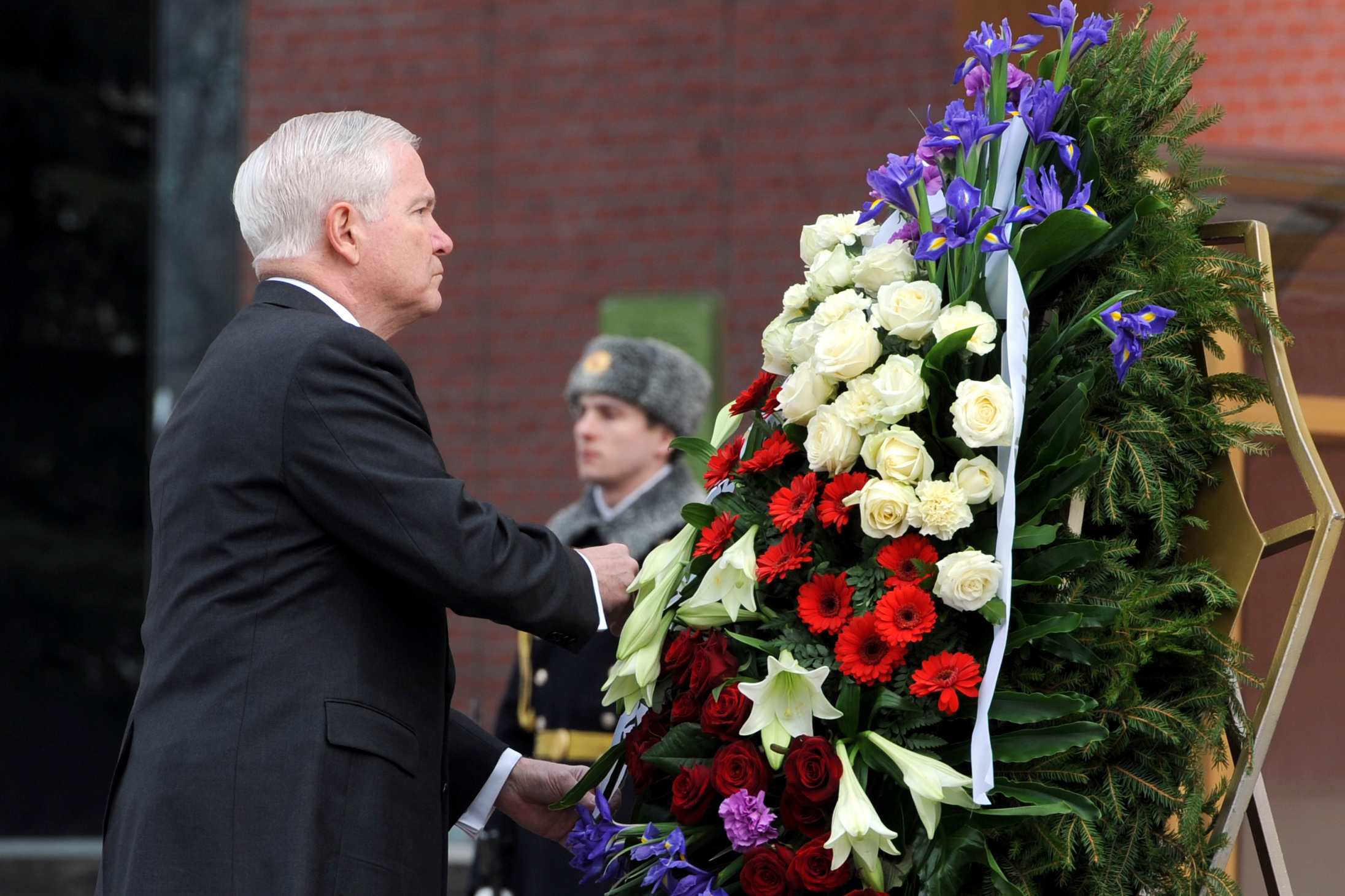
وتتولى وزارة الخارجية الروسية تنظيم جدول الزيارات الرسمية إلى البلاد، من خلال جدولة أحداث مثل وضع روبرت جيتس إكليلا من الزهور على قبر الجندي المجهول في 22 مارس 2011.

تتولى إدارة مراسم الدولة التابعة لوزارة الخارجية الروسية مسؤولية تنظيم برنامج الزيارات الرسمية إلى البلاد. تأسست في 18 ديسمبر 1991، بموجب المرسوم رقم 291 للرئيس بوريس يلتسين على أساس دائرة السياسة الخارجية في جمهورية روسيا الاتحادية الاشتراكية السوفياتية. وفي الواقع، نص المرسوم على ممارسة بروتوكولية موحدة جديدة في الاتحاد الروسي.  وتتراوح واجباتها من تنظيم الدعوات إلى البلاد إلى تطوير جدول الفعاليات لزيارة كبار الشخصيات. وتشمل الممارسات الشائعة التي تنظمها الإدارة اجتماعات بروتوكولية، ووضع أكاليل الزهور، والإفطار والغداء، وغيرها. كما يخدم مكتب البروتوكول الرئاسي في الإدارة الرئاسية للاتحاد الروسي غرضًا مماثلًا. 
يتلقى رئيس دولة أو حكومة أجنبية تكريمات الوصول من فوج القائد المستقل رقم 154 بريوبرازينسكي والفرقة الموسيقية العسكرية النموذجية الخاصة عند وصولهم إلى محطة كبار الشخصيات في مطار فنوكوفو الدولي في موسكو، حيث يتم استقبالهم عادة من قبل نائب وزير الخارجية الروسي. ويشارك رؤساء الدول أيضًا في مراسم الترحيب مع رئيس روسيا في قاعة وسام القديس جورج في قصر الكرملين الكبير.
فيما يلي رأي الدبلوماسي الإستوني تيت ماتسوليفيتش بشأن البروتوكول الروسي للزيارات الرسمية:
"إن الدبلوماسية الروسية تتمتع بتقاليد تمتد إلى قرون من الزمان، وأنا أعتبر البروتوكول الروسي واحدًا من أفضل البروتوكولات في العالم. إن خدمة البروتوكول في روسيا دقيقة للغاية."— تيت ماتسولفيتش، سفير إستونيا لدى روسيا من 1999 إلى 2001

### إسبانيا

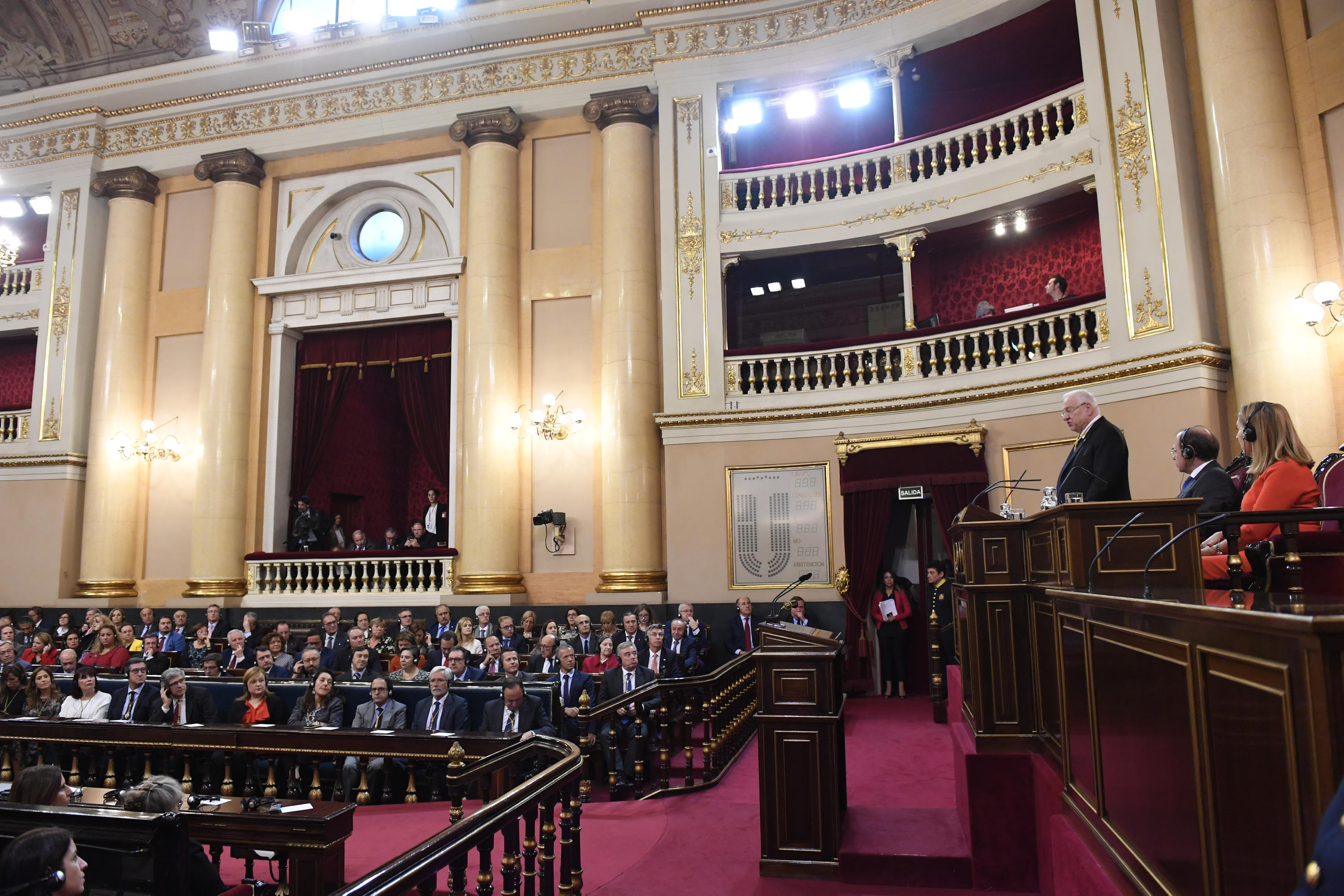
الرئيس الإسرائيلي رؤوفين ريفلين يلقي كلمة أمام البرلمان الإسباني خلال زيارته الرسمية لإسبانيا.

تتم زيارات الدولة إلى مملكة إسبانيا بمشاركة الملك والملكة الإسبانيين. وتبدأ فعاليات اليوم بوصول الضيف في سيارة خاصة إلى القصر الملكي في العاصمة الإسبانية مدريد. مع وصول الضيف، تستعد وحدات الحرس الملكي الإسباني (بما في ذلك فرقة الطبول والأبواق وقوات الرماح) لبدء حفل الوصول. يبدأ الحفل بتقديم جميع الوحدات للأسلحة على صوت البوق وأداء التحية الملكية، مع عزف النشيد الوطني للضيوف والسير الملكي. بمجرد أن يأمر الفوج بحمل السلاح، يتقدم ثلاثة ضباط كبار من الحرس (قائد كبير، وبوق، وحامل راية) إلى المدرج المركزي لإبلاغ الضيف والملك عن جاهزية الفوج للتفتيش. ثم يبدأون في التفتيش، فيراجعون وحدات المشاة والوحدات الخيالة. وبمجرد انتهاء الاستعراض، يقام عرض عسكري كبير في الساحة الأمامية للقصر، حيث تعزف الفرق الموسيقية المتجمعة الموسيقى العسكرية أثناء مسيرة الوحدات.
والاحتفال الرسمي الآخر البارز الذي يقام في القصر هو عشاء الدولة، الذي يستضيفه الملك، ويحضره كبار الشخصيات الزائرة والوفد المرافق له، والعائلة المالكة الإسبانية، ورئيس الوزراء، ومسؤولين حكوميين آخرين. خلال الزيارة، يجوز للزعيم الزائر إلقاء خطاب في جلسة مشتركة للبرلمان ذي المجلسين (المكون من مجلس الشيوخ ومجلس النواب).

### أوكرانيا

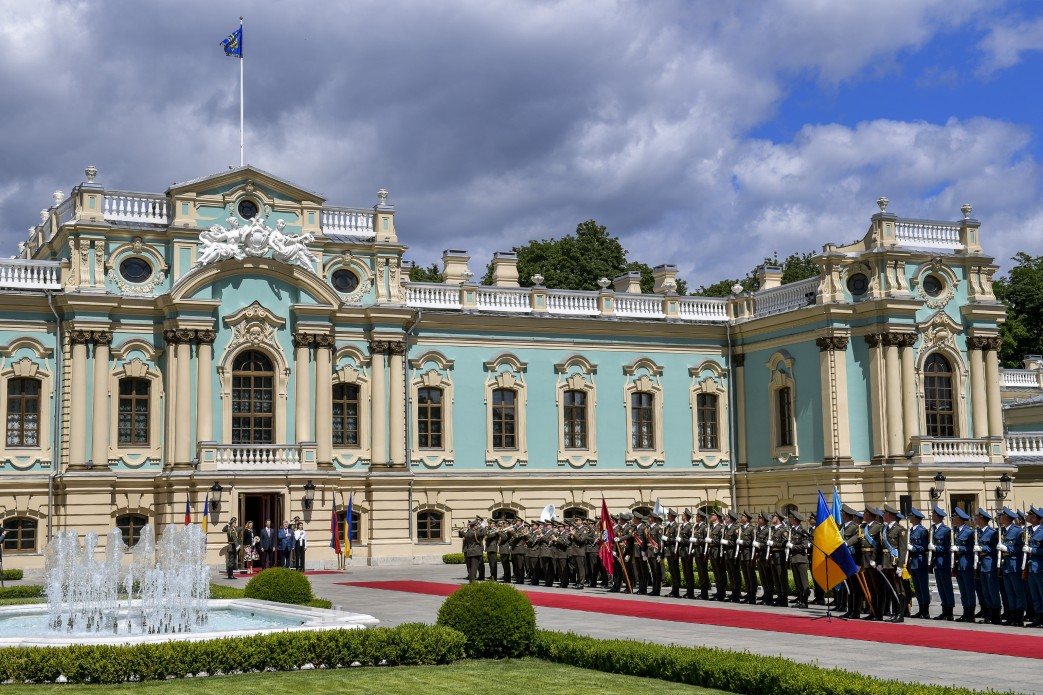
الزيارة الرسمية للأمير نيكولاس من ليختنشتاين إلى كييف في يونيو 2018

يتم إدارة الزيارات الرسمية إلى أوكرانيا من قبل الإدارة الرئيسية للبروتوكول والاحتفالات الحكومية التابعة لمكتب رئيس أوكرانيا بالإضافة إلى إدارة البروتوكول الحكومي التابعة لوزارة الخارجية. تشمل زيارات الدولة رئيس أوكرانيا ورئيس البرلمان الأوكراني ورئيس وزراء أوكرانيا. يتم استقبال رؤساء الدول في مطار بوريسبيل الدولي، حيث يتم استقبالهم من قبل أطفال يرتدون الأزياء الوطنية الأوكرانية ويقدمون لهم الخبز. وبعد ذلك يتم نقلهم إلى قصر ماريانسكي لاستقبال حرس الشرف من كتيبة حرس الشرف الرئاسي في كييف.  تؤدي فرقة الكتيبة النشيدين الوطنيين لكلا البلدين، يتخللها تحية مدفعية مكونة من 21 طلقة. عندما ينحني الضيف برأسه أمام العلم الوطني لأوكرانيا فإنه يحيون حرس الشرف بصرخة المعركة المجد لأوكرانيا (التحية الرسمية للقوات المسلحة الأوكرانية). بعد الحفل، يتم ترتيب المفاوضات ووجبة إفطار/غداء عمل على شرف الضيف. في كييف، هناك تقليد وضع أكاليل الزهور على قبر الجندي المجهول، ويتم الاحتفال به على النحو التالي: مسيرة لفريق مكون من ثلاثة رجال يحملون إكليل الزهور عبر ممر المجد، ووضع الإكليل أمام الشعلة الأبدية، وأداء النشيد الوطني، ومسيرة أمام حرس الشرف. في اليوم الأول من الزيارة، يتم عادة إقامة عشاء عام نيابة عن رئيس أوكرانيا تكريما لرئيس الدولة في القاعة الحمراء. وفي نهاية العشاء الرسمي، يقام حفل موسيقي للموسيقيين في القاعة البيضاء. ينص البروتوكول على أن زيارة الدولة تستغرق وقتًا أطول (3-4 أيام) من الزيارة الرسمية (2-3 أيام). 

### المملكة المتحدة

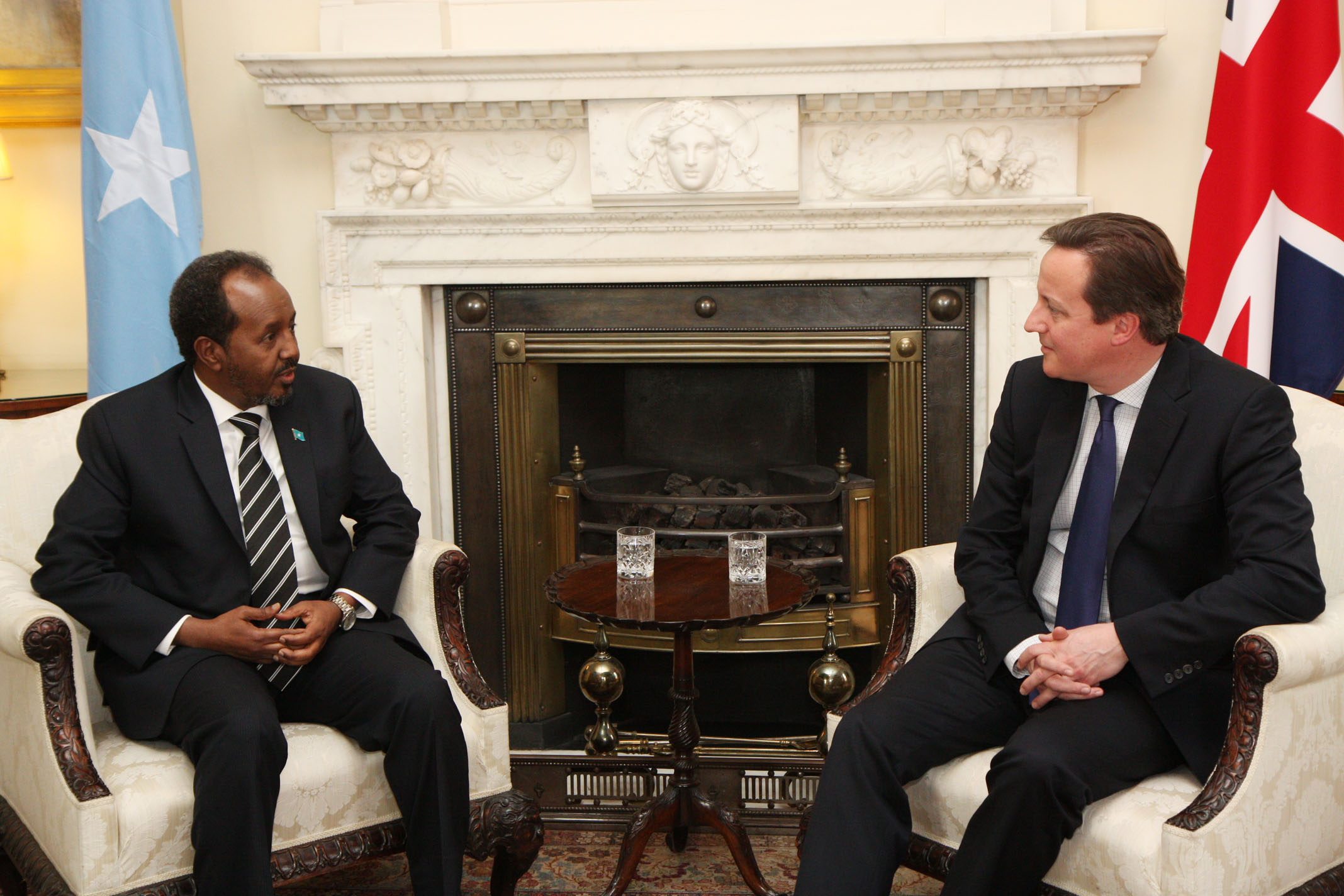
حسن محمود، رئيس الصومال، مع رئيس الوزراء البريطاني ديفيد كاميرون، خلال زيارة دولة صومالية إلى المملكة المتحدة

الزيارة الرسمية إلى المملكة المتحدة هي حدث ملكي يشارك فيه الملك وأعضاء آخرون من العائلة المالكة. تقام مراسم الوصول عادة خلال عرض حرس الخيالة (وهناك أيضًا بعض الحالات التي تقام فيها في قصر باكنغهام أو قلعة وندسور) مع توفير حرس الشرف من قبل أعضاء الحرس الملكي. يقوم حرس الشرف دائمًا بتقديم تقاريره إلى الشخصية البارزة باللغة التي يتحدث بها الزائر، على أن يكون التقرير على النحو التالي:
"صاحب السعادة، لقد تم تشكيل حرس الشرف الذي وفرته (اسم الوحدة في الولاية)، وهو جاهز للتفتيش."
اعتمادًا على المنطقة التي يقام فيها الحفل، سيتم إجراء مسيرة مباشرة بعد التفتيش. ثم يسافر الضيف الأجنبي والملك إلى قصر باكنغهام في موكب عربة يرافقه عدد كبير من الجنود الفرسان من سلاح الفرسان الملكي. ويصاحب حفل الترحيب إطلاق 21 طلقة تحية من حديقة جرين بارك وبرج لندن. يتم دعوة حوالي 150 ضيفًا إلى قصر باكنغهام لحضور مأدبة رسمية في المساء في قاعة الرقص.  
لا تتم الزيارات الرسمية بين المملكة المتحدة وممالك الكومنولث الأربعة عشر الأخرى، حيث تشترك جميع الممالك في ملك ورئيس دولة مشتركين. كما أن الزيارة التي يقوم بها الملك إلى دولة أخرى من دول الكومنولث لا تعتبر زيارة دولة، بل يطلق عليها جولة ملكية. إن الجولات التي يقوم بها الملك إلى ممالك الكومنولث تتم بصفته ملك تلك المملكة المعنية، وليس بصفته الملك البريطاني. ونتيجة لذلك، فإن الزيارات التي يقوم بها ممثل المملكة المتحدة إلى دول الكومنولث الأخرى تتم عادة في صورة زيارات دولة يقوم بها رئيس وزراء المملكة المتحدة. وعلى العكس من ذلك، فإن الزيارات الرسمية إلى المملكة المتحدة من قبل دولة أخرى من دول الكومنولث يقوم بها عادة الحاكم العام أو رئيس الوزراء المعني.

### الولايات المتحدة

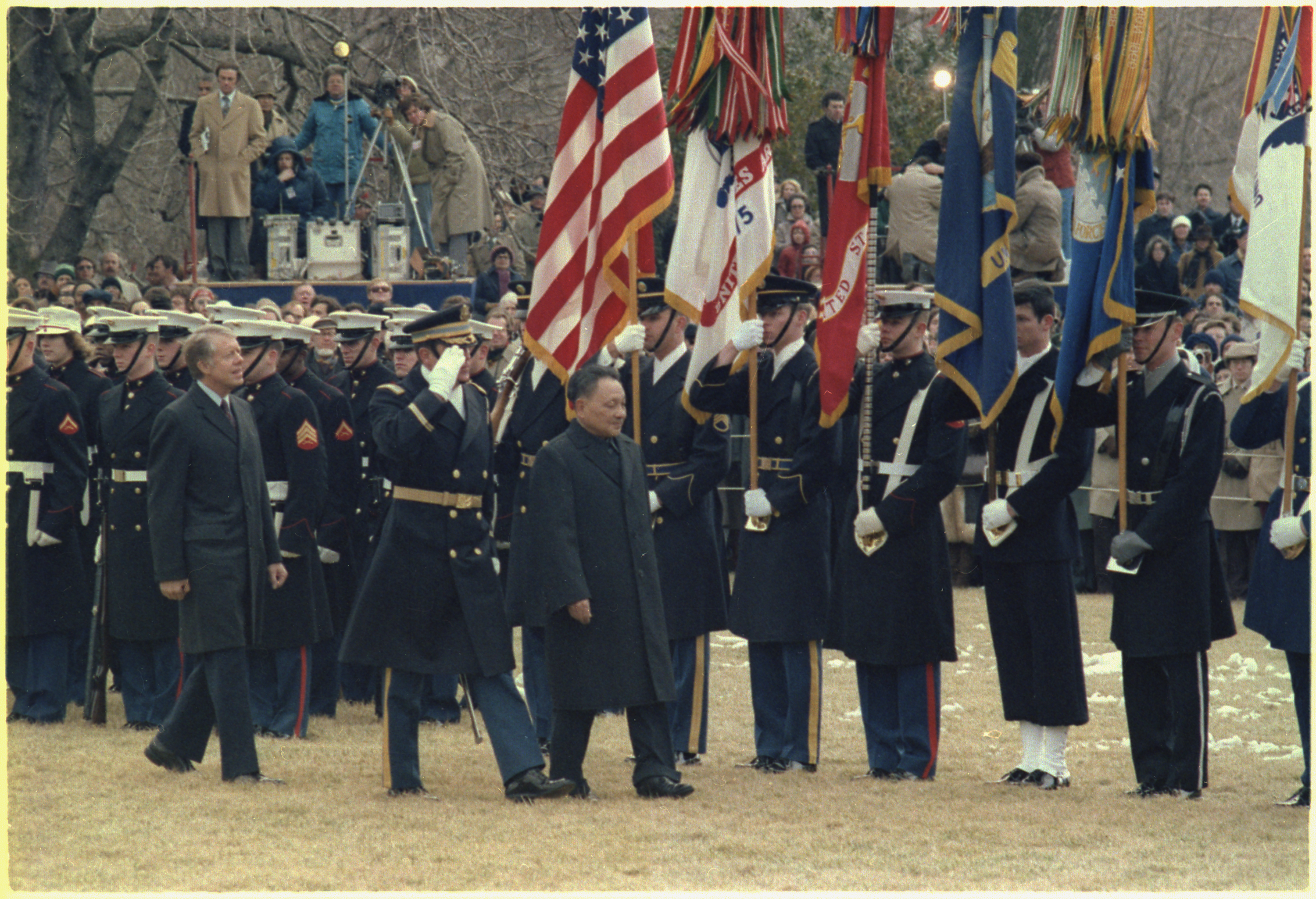
دينج شياو بينج وجيمي كارتر يتفقدان حرس الشرف المشترك خلال حفل وصول دينج في عام 1979

تحدث زيارات دولة إلى واشنطن العاصمة فقط بناءًا على دعوة من رئيس الولايات المتحدة بصفته رئيس الدولة ورئيس الحكومة الفيدرالية للولايات المتحدة. الزيارات الرسمية هي زيارة يقوم بها رئيس حكومة إلى واشنطن. خلال زيارات الدولة، عادة ما تقام العديد من الفعاليات في العاصمة، بمشاركة مئات الأفراد. كانت زيارة الدولة الأولى في عام 1874 من قبل كالاكوا من مملكة هاواي، وتبعتها زيارة بيدرو الثاني من البرازيل في عام 1876.
يمكن أن تتراوح الأحداث من حفل الطيران في قاعدة أندروز المشتركة، وحفل الوصول (إما في البيت الأبيض أو البنتاغون اعتمادًا على الضيف)، ووجبة غداء وزارة الخارجية، وعشاء رسمي، وخطاب إلى الكونجرس.

## روابط خارجية
- زيارات القادة الأجانب – ينظمها مكتب مؤرخ وزارة الخارجية الأمريكية ؛ تسرد الزيارات حسب السنة والبلد، بما في ذلك أسماء القادة الزائرين ووصف موجز للزيارة
- تغذية: بوتن يبدأ زيارة رسمية إلى الإمارات
- فيديو كامل: الملكة إليزابيث الثانية تستضيف حفل استقبال للرئيس الصيني شي جين بينج